# Czerniejówka
Czerniejówka (daw. Jabłonka) – prawobrzeżny dopływ Bystrzycy, rzeka odwadniająca północną część Wyniosłości Giełczewskiej (Wyżyna Lubelska).
Jej źródła znajdują się we wsi Piotrków Pierwszy, gdzie – po 3 km biegu rzeki – woda w ilości kilkunastu litrów na sekundę ginie w spękanym podłożu dna doliny. Na następnych 4 km koryto rzeki jest suche, woda pojawia się w nim jedynie w okresach wysokich spływów powierzchniowych. Początek stałemu biegowi rzeki dają źródła znajdujące się powyżej Jabłonny. Poniżej rzeka zasilana jest z wielu źródeł o zróżnicowanych wydajnościach, z których największe znajdują się w Czerniejowie. Do Bystrzycy uchodzi w Lublinie, na granicy dzielnic: Bronowice, Za Cukrownią i Stare Miasto.
Jej największy dopływ to Skrzyniczanka. Drugi, nienazwany dopływ rzeka przyjmuje w Dominowie. Przyczyną małej gęstości sieci rzecznej w zlewni jest dobra przepuszczalności skał powierzchniowych (margle, wapienie i opoki górnego mastrychtu i paleoceńskie gezy), rzeźby terenu (płaskie wierzchowiny, strome stoki, głęboko wycięte rynny erozyjne) oraz układu wód podziemnych (piętra: kredowe i paleogeńskie na wierzchowinach oraz czwartorzędowe w dnie doliny).
W dolinie istnieje szereg źródeł o małej wydajności (co najwyżej 5,0 litrów na sekundę). Tworzą one linie wypływów szczelinowych o łącznej wydajności kilkunastu lub kilkudziesięciu dm3∙s-1. Bezpośrednio ze szczelin skał kredowych wypływają wody w źródłach przykorytowych o wydajności do kilkunastu litrów na sekundę.
Średni odpływ jednostkowy ze zlewni Czerniejówki do Głuszczyzny to 4,3 dm3∙s-1∙km-2, a w zlewni do Wólki Abramowickiej 4,2 dm3∙s-1∙km-2. Średnie przepływy rzeki (1979–1988) w profilu Głuszczyzna wynosił 0,24 m3∙s-1, zaś w profilu Wólka Abramowicka – 0,44 m3∙s-1.
Czerniejówka do lat 80. XX wieku była czystą i rybną rzeką. Obecnie zaniedbania administracyjne gmin i miasta Lublin leżących nad rzeką doprowadziły do zamulania i zarastania koryta i źródeł, a także do degeneracji biologicznej przez zanieczyszczenia.
W zlewni Czerniejówki znajdują się dwa ważne dla Lublina ujęcia wód podziemnych (w dzielnicy Dziesiąta i we wsi Wilczopole) zaopatrujące w wodę pitną aż 40% miasta.
Planowana jest stopniowa rewitalizacja doliny Czerniejówki.

## Miejscowości położone wzdłuż biegu rzeki
- Piotrków Pierwszy
- Piotrków Drugi
- Jabłonna
- Czerniejów
- Głuszczyzna
- Mętów
- Żabia Wola
- Ćmiłów
- Wólka Abramowicka
- Głusk (obecnie dzielnica Lublina)
- Lublin

## Dzielnice Lublina leżące w dorzeczu Czerniejówki
- Głusk
- Abramowice
- Dziesiąta
- Kośminek
- Za Cukrownią
- Bronowice